# بايزر (بيرم)
بايزر (بالروسية: Бисер) هي مدينة في مقاطعة بيرم كراي في روسيا.
يبلغ عدد سكانها حوالي 911  نسمة.